# آلفی بریجمن
آلفی بریجمن (انگلیسی: Alfie Bridgman؛ زادهٔ ۱۱ آوریل ۲۰۰۴) بازیکن فوتبال است.